# Diego Perrone
Diego Rafael Perrone Vienes (Montevideo, 19 de noviembre de 1977) es un exfutbolista uruguayo que jugaba como delantero. Es el máximo goleador histórico de Danubio con 72 goles.

## Biografía
Es hijo del futbolista y director técnico Rafael Perrone y cuñado del futbolista Álvaro Recoba.
Comenzó su carrera en Danubio de su país, pasando por Atlas de México, Catania de Italia, Nacional de Uruguay, Olimpia de Paraguay y el también uruguayo Central Español. 
Es reconocido (especialmente por la parcialidad danubiana) por marcar el gol de "taquito", sobre el final del partido con el cual su equipo Danubio vencería a Nacional y se consagraría Campeón Uruguayo del 2004 esa tarde en Jardines del Hipódromo. 
El día 4 de diciembre del año 2011, gracias al último de los tres goles anotados contra Bella Vista, alcanzó a Rubén «Polilla» da Silva como máximo goleador en la historia de Danubio. 
El partido siguiente, disputado el 18 de febrero de 2012 (1ª fecha del Clausura) marcó el gol del empate 1-1 ante Wanderers, sumando su gol número 72 en el club, y consolidándose como el goleador histórico de Danubio Fútbol Club.
El 27 de marzo de 2013, tuvo su partido homenaje de despedida, jugado en Jardines del Hipódromo, siendo empate 1-1 frente a Atlético Paranaense.

## Clubes
| Club            | País     | Año       | Partidos | Goles |
| --------------- | -------- | --------- | -------- | ----- |
| Danubio         | Uruguay  | 1996-2003 | 163      | 49    |
| Atlas           | México   | 2003      | 16       | 5     |
| León            | México   | 2003-2004 | 24       | 6     |
| Danubio         | Uruguay  | 2004      | 12       | 1     |
| Lugano          | Suiza    | 2004-2005 | 16       | 6     |
| Catania         | Italia   | 2005      | 1        | 0     |
| Levadiakos      | Grecia   | 2006      | 6        | 0     |
| Nacional        | Uruguay  | 2006      | 12       | 2     |
| Olimpia         | Paraguay | 2007      | 8        | 0     |
| Nacional        | Uruguay  | 2007-2008 | 16       | 0     |
| Danubio         | Uruguay  | 2009      | 23       | 6     |
| Central Español | Uruguay  | 2009      | 13       | 2     |
| Danubio         | Uruguay  | 2010-2012 | 65       | 14    |

## Palmarés

### Campeonatos nacionales
| Título              | Club    | País    | Año  |
| ------------------- | ------- | ------- | ---- |
| Campeonato Uruguayo | Danubio | Uruguay | 2004 |

### Otros torneos
| Título                    | Club     | País    | Año  |
| ------------------------- | -------- | ------- | ---- |
| Liguilla Pre-Libertadores | Nacional | Uruguay | 2008 |